# Южноазиатские игры 1991
5-е Южноазиатские федеративные игры состоялись в Коломбо (Шри-Ланка) в 1991 году. Это было первым случаем, когда Шри-Ланка принимала Южноазиатские игры и крупнейшим спортивным событием в истории Коломбо. Спортсмены из 7 стран приняли участие в состязаниях по 10 видам спорта.

## Виды спорта
- Лёгкая атлетика
- Баскетбол
- Бокс
- Футбол
- Кабадди
- Плавание
- Настольный теннис
- Волейбол
- Тяжёлая атлетика
- Борьба

## Итоги Игр
| Место | Страна    | Золото | Серебро | Бронза | Всего |
| ----- | --------- | ------ | ------- | ------ | ----- |
| 1     | Индия     | 64     | 59      | 41     | 164   |
| 2     | Шри-Ланка | 44     | 34      | 40     | 118   |
| 3     | Пакистан  | 28     | 32      | 25     | 85    |
| 4     | Бангладеш | 4      | 8       | 28     | 40    |
| 5     | Непал     | 2      | 8       | 29     | 40    |
| 6     | Мальдивы  | 0      | 1       | 0      | 1     |
| 7     | Бутан     | 0      | 0       | 0      | 0     |